# Man of the World 2025
Man of the World 2025 là cuộc thi Man of the World lần thứ 7 được tổ chức tại SM North Edsa SkyDome, thành phố Quezon, Philippines vào ngày 31 tháng 5 năm 2025. Sergio Azuaga đến từ Venezuela trao vương miện cho người kế nhiệm là Juul Missiaen đến từ Tây Ban Nha.

## Kết quả

### Thứ hạng
| Hạng                  | Thí sinh |
| --------------------- | --- |
| Man of the World 2025 | - Tây Ban Nha – Juul Missiaen |
| Á vương 1             | - México – Israel Sierra ∆ |
| Á vương 2             | - Thái Lan – Sittichoke Panitloedtewa |
| Á vương 3             | - Séc – Jan Jiránek |
| Á vương 4             | - Panamá – Sworman Delgado |
| Top 10                | - Malaysia – William Ong - Nepal – Aayush Dulal § - Pháp – Adriano Cupaioli - Philippines – RaÉd Al-Źghayer - Ý – Alessandro Caputo                                                                                             |
| Top 18                | - Brasil – Nyander Marçal de Souuza - Costa Rica – Carlos Arroyo - Đài Loan – Angus Yu - Myanmar – San Thar - Nigeria – Oluwaseun Alabi - Puerto Rico – Emanuel Rivera - Trung Quốc – Jaden Sobere-Yu - Việt Nam – Lý Minh Quân |

- ∆ Thắng giải Multimedia vào thẳng Top 18 chung cuộc.
- § Thắng giải People's Choice vào thẳng Top 10 chung cuộc.

### Thứ tự gọi tên
| 1. México 2. Thái Lan 3. Puerto Rico 4. Malaysia 5. Costa Rica 6. Séc 7. Brasil 8. Pháp 9. Myanmar 10. Panamá 11. Nepal 12. Ý 13. Đài Loan 14. Việt Nam 15. Nigeria 16. Philippines 17. Trung Quốc 18. Tây Ban Nha | 1. Ý 2. Panamá 3. Tây Ban Nha 4. Pháp 5. México 6. Séc 7. Philippines 8. Malaysia 9. Thái Lan 10. Nepal | 1. Séc 2. Panamá 3. México 4. Tây Ban Nha 5. Thái Lan |

### Phần thi Fast Track
Thắng phần thi fast track sẽ vào thẳng chung kết.
| Giải thưởng      | Thí sinh                 |
| ---------------- | ------------------------ |
| People's Choice  | - Nepal – Aayush Dulal   |
| Multimedia Award | - México – Israel Sierra |

### Các giải thưởng
| Giải thưởng              | Thí sinh |
| ------------------------ | --- |
| Best in Formal Wear      | - Panamá – Sworman Delgado - Pháp – Adriano Cupaioli - Tây Ban Nha – Juul Missiaen - Hàn Quốc – Hyeong Sik Jeon Top 10 - Costa Rica – Carlos Arroyo - México – Israel Sierra - Philippines – RaÉd Al-Zghayér - Séc – Jan Jiránek - Thái Lan – Sittichok Panitloedtewa - Trung Quốc – Jaden Sobere-Yu                           |
| Fashion of the World     | - Thái Lan – Sittichok Panitloedtewa - Philippines – RaÉd Al-Zghayér - Séc – Jan Jiránek Top 10 - Costa Rica – Carlos Arroyo - Ecuador – David Granda - Ghana – Zino Isawode - Malaysia – William Ong - Myanmar – San Thar - Panamá – Sworman Delgado - Venezuela – Marcos Palacios                                            |
| Best Physique            | - Nigeria – Oluwaseun Alabi - Ghana – Zino Isawode - Việt Nam – Lý Minh Quân - Venezuela – Marcos Palacios Top 10 - Malaysia – William Ong - Panamá – Sworman Delgado - Pháp – Adriano Cupaioli - Séc – Jan Jiránek - Tây Ban Nha – Juul Missiaen - Thái Lan – Sittichok Panitloedtewa                                         |
| Mister Photogenic        | - Panamá – Sworman Delgado - Brasil – Nyander Marçal de Souuza - Costa Rica – Carlos Arroyo - Đài Loan – Angus Yu Top 10 - Ecuador – David Granda - Hàn Quốc – Hyeong Sik Jeon - México – Israel Sierra - Nepal – Aayush Dulal - Séc – Jan Jiránek - Trung Quốc – Jaden Sobere-Yu                                              |
| Mister Personality       | - Philippines – RaÉd Al-Zghayér - Singapore – Ronald Maranan - Ý – Alessandro Caputo - Nepal – Aayush Dulal Top 11 - Costa Rica – Carlos Arroyo - Hàn Quốc – Hyeong Sik Jeon - Iran – Shahram Abbasi - México – Israel Sierra - Palestine – Abrahem Altory - Thái Lan – Sittichok Panitloedtewa - Trung Quốc – Jaden Sobere-Yu |
| Mister Congeniality      | - Palestine – Abrahem Altory - Guinée – Mohamed Dialo - Trung Quốc – Jaden Sobere-Yu - Ecuador – David Granda Top 10 - Costa Rica – Carlos Arroyo - Ghana – Zino Isawode - Hàn Quốc – Hyeong Sik Jeon - Myanmar – San Thar - Singapore – Ronald Maranan - Việt Nam – Lý Minh Quân                                              |
| Best in Beachwear        | - México – Israel Sierra - Tây Ban Nha – Juul Missiaen - Pháp – Adriano Cupaioli - Thái Lan – Sittichok Panitloedtewa Top 10 - Malaysia – William Ong - Panamá – Sworman Delgado - Philippines – RaÉd Al-Zghayér - Puerto Rico – Emanuel Rivera - Séc – Jan Jiránek - Venezuela – Marcos Palacios                              |
| Best in Swimwear         | - México – Israel Sierra - Pháp – Adriano Cupaioli - Thái Lan – Sittichok Panitloedtewa Top 10 - Myanmar – San Thar - Panamá – Sworman Delgado - Philippines – RaÉd Al-Zghayér - Puerto Rico – Emanuel Rivera - Tây Ban Nha – Juul Missiaen - Venezuela – Marcos Palacios - Ý – Alessandro Caputo                              |
| Man of the World Charity | - Ấn Độ – Azhan Memon - Việt Nam – Lý Minh Quân - Malaysia – William Ong - México – Israel Sierra - Thái Lan – Sittichok Panitloedtewa |
| Best in National Costume | - Ecuador – David Granda - Myanmar – San Thar - Thái Lan – Sittichok Panitloedtewa Top 10 - Costa Rica – Carlos Arroyo - Malaysia – William Ong - México – Israel Sierra - Panamá – Sworman Delgado - Philippines – RaÉd Al-Zghayér - Venezuela – Marcos Palacios - Việt Nam – Lý Minh Quân                                    |
| Press Favorites          | - Tây Ban Nha – Juul Missiaen - Philippines – RaÉd Al-Zghayér - México – Israel Sierra Top 10 - Brasil – Nyander Marçal de Souuza - Đài Loan – Angus Yu - Malaysia – William Ong - Nigeria – Oluwaseun Alabi - Pháp – Adriano Cupaioli - Singapore – Ronald Maranan - Trung Quốc – Jaden Sobere-Yu                             |
| Best Arrival Outfit      | - México – Israel Sierra - Panamá – Sworman Delgado - Thái Lan – Sittichok Panitloedtewa Top 10 - Ấn Độ – Azhan Memon - Costa Rica – Carlos Arroyo - Ecuador – David Granda - Nepal – Aayush Dulal - Philippines – RaÉd Al-Zghayér - Venezuela – Marcos Palacios - Việt Nam – Lý Minh Quân                                     |

## Các thí sinh
26 thí sinh dự thi.
| Quốc gia/vùng lãnh thổ | Thí sinh                 | Quê quán              | T.k.                 |
| ---------------------- | ------------------------ | --------------------- | -------------------- |
| Ấn Độ                  | Azhan Memon              | Mumbai                | [ 30 ]               |
| Brasil                 | Nyander Marçal de Souuza | Bahia                 | [ 31 ]               |
| Costa Rica             | Carlos Arroyo            | San Carlos            | [ 32 ]               |
| Đài Loan               | Angus Yu 游文瑋          | Tân Bắc               | [ 33 ]               |
| Ecuador                | David Gabriel Granda     | Loja                  | [ 34 ]               |
| Ghana                  | Zino Isawode             | Accra                 | [ 35 ]               |
| Guinée                 | Mohamed Dialo            | Fouta-Djalon          | [ 36 ]               |
| Hàn Quốc               | Hyeong Sik Jeon          | Seoul                 | [ 37 ]               |
| Iran                   | Shahram Abbasi           | Azad                  | [ 38 ]               |
| Malaysia               | William Ong Kok Lik      | Putrajaya             | [ 39 ]               |
| México                 | Israel Sierra            | Thành phố México      | [ 40 ] [ 41 ]        |
| Myanmar                | San Thar                 | Pauktaw               | [ 42 ]               |
| Nepal                  | Aayush Dulal             | Kavrepalanchok        | [ 43 ] [ 44 ]        |
| Nigeria                | Oluwaseun Alabi          | Ondo                  | [ 45 ]               |
| Palestine              | Abrahem Altory           | Jerusalem             | [ 46 ]               |
| Panamá                 | Sworman Delgado          | Thành phố Panamá      | [ 47 ]               |
| Pháp                   | Adriano Cupaioli         | Roubaix               | [ 48 ]               |
| Philippines            | RaÉd Al-Zghayér          | Thành phố Cebu        | [ 49 ] [ 50 ] [ 51 ] |
| Puerto Rico            | Emanuel Rivera           | Hatillo               | [ 52 ]               |
| Séc                    | Jan Jiránek              | Mladá Boleslav        | [ 53 ] [ 54 ]        |
| Singapore              | Ronald Maranan           | Singapore             | [ 55 ]               |
| Tây Ban Nha            | Juul Missiaen            | Málaga                | [ 56 ]               |
| Thái Lan               | Sittichok Panitloedtewa  | Băng Cốc              | [ 57 ] [ 58 ]        |
| Trung Quốc             | Jaden Sobere-Yu          | Hạ Môn                | [ 59 ]               |
| Venezuela              | Marcos Palacios          | Caracas               | [ 60 ]               |
| Việt Nam               | Lý Minh Quân             | Thành phố Hồ Chí Minh | [ 61 ]               |
| Ý                      | Alessandro Caputo        | Napoli                | [ 62 ]               |

### Dự thi cuộc thi sắc đẹp quốc tế khác
| Cuộc thi                  | Năm  | Quốc gia/vùng lãnh thổ | Thí sinh                  | Thứ hạng       | T.k.   |
| ------------------------- | ---- | ---------------------- | ------------------------- | -------------- | ------ |
| Great Man of the Universe | 2025 | Palestine              | Abrahem Altory            | Không đạt giải |        |
| Mister International      | 2022 | Myanmar                | San Thar                  | Không đạt giải | [ 63 ] |
| Mister Supranational      | 2022 | Philippines            | Raéd Fernandez Al-Zghayér | Top 20         | [ 64 ] |